# Ewa Stasiak-Jazukiewicz
Ewa Maria Stasiak-Jazukiewicz – polska politolożka i medioznawczyni, profesor zwyczajna nauk społecznych, kierownik Katedry Polityk Unii Europejskiej na Wydziale Nauk Politycznych i Studiów Międzynarodowych Uniwersytetu Warszawskiego (WNPiSM UW).

## Życiorys
3 marca 1982 uzyskała doktorat na ówczesnym Wydziale Dziennikarstwa i Nauk Politycznych UW na podstawie napisanej pod kierunkiem Bartłomieja Golki rozprawy Prasa w RFN wobec normalizacji stosunków z Polską. Lata 1969–1980. 24 czerwca 1999 tamże uzyskała habilitację na podstawie dorobku naukowego oraz rozprawy Informacja masowa w polityce zagranicznej Niemiec. 28 lipca 2015 otrzymała tytuł naukowy profesora.
Wykładała w Instytucie Dziennikarstwa UW, Instytucie Europeistyki UW oraz na Wydziale Humanistycznym Akademii Humanistyczno-Ekonomicznej w Łodzi. W 2019 r. objęła kierownictwo nowo utworzonej Katedry Polityk Unii Europejskiej WNPiSM UW. Wśród wypromowanych przez nią doktorów znaleźli się, m.in.: Marta Jas-Koziarkiewicz (2008), Agnieszka Łada (2009), Katarzyna Gajlewicz-Korab (2009).

## Zainteresowania
E. Maria Stasiak-Jazurkiewicz w swojej pracy naukowo-badawczej zajmuje się m.in.:
- organizacją i funkcjonowaniem systemów medialnych; rolą mediów w procesie przemian społecznych, przede wszystkim wykorzystywaniem ich do kreowania poczucia tożsamości europejskiej,
- rolą mediów w komunikowaniu politycznym, w tym mediatyzacją polityki,
- polityką medialną; polityką informacyjną,
- kreowaniem wizerunku instytucji publicznych.[4]

## Publikacje
- E. Stasiak-Jazukiewicz, M. Jas-Koziarkiewicz, Economic tools of media policy for the preservation of media pluralism: An analysis of solutions adopted in Austria, the Czech Republic, France, Germany and Italy, “Вестник Санкт-Петербургского университета. Политология. Международные отношения, 2018 nr 4 (11), s. 415-435.
- E. Stasiak-Jazukiewicz, M. Jas-Koziarkiewicz, Przeciwdziałanie koncentracji mediów w wybranych państwach członkowskich i Unii Europejskiej – analiza rozwiązań prawnych, “Przegląd Politologiczny”, 2018 nr 1, s. 147-162.
- E. Stasiak-Jazukiewicz, Die fehlerhaften Gedächtnis-Codes im medialen Kontext. Eine Fallstudie der Verwendung von falschen Bezeichnungen der nationalsozialistischen Todes- und Vernichtungslager, die im besetzen Polen von den Deutschen errichtet wurden, in der deutschen Presse, [w:] Die fehlerhaften Gedächtnis-Codes. Die Verunstaltung der Erinnerung an die internationalen Verbrechen im öffentlichen Diskurs, (red.) A. Nowak-Far, Ł. Zamęcki, Warszawa, 2016, s. 27-44.[4]